# Chépy
Chépy és un municipi francès situat al departament del Somme i a la regió dels Alts de França. L'any 2007 tenia 1.293 habitants.

## Demografia

### Població
El 2007 la població de fet de Chépy era de 1.293 persones. Hi havia 492 famílies de les quals 120 eren unipersonals (32 homes vivint sols i 88 dones vivint soles), 156 parelles sense fills, 176 parelles amb fills i 40 famílies monoparentals amb fills.
La població ha evolucionat segons el següent gràfic:
Habitants censats

### Habitatges
El 2007 hi havia 529 habitatges, 494 eren l'habitatge principal de la família, 17 eren segones residències i 19 estaven desocupats. 500 eren cases i 29 eren apartaments. Dels 494 habitatges principals, 300 estaven ocupats pels seus propietaris, 183 estaven llogats i ocupats pels llogaters i 10 estaven cedits a títol gratuït; 4 tenien una cambra, 38 en tenien dues, 84 en tenien tres, 166 en tenien quatre i 201 en tenien cinc o més. 400 habitatges disposaven pel capbaix d'una plaça de pàrquing. A 214 habitatges hi havia un automòbil i a 200 n'hi havia dos o més.

### Piràmide de població
La piràmide de població per edats i sexe el 2009 era:
| Homes | Edats   | Dones |
| ----- | ------- | ----- |
| 0     | 95 o +  | 0     |
| 0     | 90 a 94 | 8     |
| 0     | 85 a 89 | 4     |
| 8     | 80 a 84 | 12    |
| 24    | 75 a 79 | 48    |
| 28    | 70 a 74 | 16    |
| 20    | 65 a 69 | 20    |
| 16    | 60 a 64 | 8     |
| 36    | 55 a 59 | 20    |
| 52    | 50 a 54 | 64    |
| 52    | 45 a 49 | 52    |
| 48    | 40 a 44 | 44    |
| 28    | 35 a 39 | 32    |
| 44    | 30 a 34 | 44    |
| 68    | 25 a 29 | 56    |
| 32    | 20 a 24 | 48    |
| 48    | 15 a 19 | 40    |
| 44    | 10 a 14 | 52    |
| 52    | 5 a 9   | 56    |
| 52    | 0 a 4   | 20    |

## Economia
El 2007 la població en edat de treballar era de 841 persones, 581 eren actives i 260 eren inactives. De les 581 persones actives 514 estaven ocupades (285 homes i 229 dones) i 67 estaven aturades (30 homes i 37 dones). De les 260 persones inactives 88 estaven jubilades, 59 estaven estudiant i 113 estaven classificades com a «altres inactius».

### Ingressos
El 2009 a Chépy hi havia 487 unitats fiscals que integraven 1.243 persones, la mediana anual d'ingressos fiscals per persona era de 15.343 €.

### Activitats econòmiques
Dels 29 establiments que hi havia el 2007, 1 era d'una empresa extractiva, 1 d'una empresa alimentària, 5 d'empreses de fabricació d'altres productes industrials, 5 d'empreses de construcció, 7 d'empreses de comerç i reparació d'automòbils, 4 d'empreses d'hostatgeria i restauració, 1 d'una empresa de serveis, 2 d'entitats de l'administració pública i 3 d'empreses classificades com a «altres activitats de serveis».
Dels 11 establiments de servei als particulars que hi havia el 2009, 1 era una funerària, 1 taller de reparació d'automòbils i de material agrícola, 1 autoescola, 1 paleta, 2 fusteries, 2 lampisteries, 2 perruqueries i 1 restaurant.
Dels 3 establiments comercials que hi havia el 2009, 1 era una botiga de més de 120 m², 1 una botiga de menys de 120 m² i 1 una fleca.
L'any 2000 a Chépy hi havia 22 explotacions agrícoles que ocupaven un total de 544 hectàrees.

## Equipaments sanitaris i escolars
L'únic equipament sanitari que hi havia el 2009 era una farmàcia.
El 2009 hi havia una escola elemental.

## Poblacions més properes
El següent diagrama mostra les poblacions més properes.